# Couladère
Couladère è un comune francese di 447 abitanti situato nel centro del dipartimento dell'Alta Garonna nella regione dell'Occitania. Il comune fa parte della regione di Comminges, corrispondente all'antica contea di Comminges, un distretto della provincia di Guascogna situato negli attuali dipartimenti di Gers, Haute-Garonne, Hautes-Pyrénées e Ariège. 

## Società

### Evoluzione demografica
Abitanti censiti